# لوكاس مارتينيز لارا
لوكاس مارتينيز لارا (بالإسبانية: Lucas Martínez Lara)‏ هو كاهن كاثوليكي مكسيكي، ولد في 13 مارس 1943، وتوفي في 9 أبريل 2016.